# Iapetus Nunatak
Iapetus Nunatak är en nunatak i Antarktis. Den ligger i Västantarktis. Argentina, Chile och Storbritannien gör anspråk på området. Toppen på Iapetus Nunatak är 922 meter över havet.
Terrängen runt Iapetus Nunatak är huvudsakligen lite kuperad. Trakten är obefolkad. Det finns inga samhällen i närheten.